# Elvine Osterman
Elvine Osterman, folkbokförd Elvin Selma Osterman-Nordwall, född 23 maj 1908 i Vänersborgs församling i dåvarande Älvsborgs län, död 27 augusti 1997 i Göteborgs Annedals församling, var en svensk bildkonstnär och skulptör.

## Biografi
Osterman kom som barn med sin familj från Vänersborg till Göteborg 1914. Hon var dotter till skoarbetare Oskar Vilhelm Osterman och Selma Josefina Olsdotter.
Hon studerade vid Slöjdföreningens skola samt vid Valands konstskola i Göteborg från 1927 där hon hade Tor Bjurström som lärare. Sin första separatutställning hade hon 1935 i Köpenhamn. Hennes målningar är ofta inspirerade av somrar på Västkusten, andra vanliga motiv är figurer, porträtt och caféer från Italien. Elvine Nordwall, som även gjorde skulpturer, hämtade också inspiration i Italien och Grekland där hon under någon period var bosatt. Hon har gjort teckningar av Martin Luther King som finns i Cirett Kings konstsamling i USA och är i övrigt representerad bland annat på museer i Göteborg, Helsingborg och Landskrona.
Elvine Osterman var gift från 1930 med ingenjören Sten Wikland (1906–2004) och 1934–1963 med regissören Yngve Nordwall (1908–1994). Elvine Nordwall var mor till skådespelaren Gurie Nordwall och scenografen Akke Nordwall.
Hon är begravd på Kvibergs kyrkogård i Göteborg.

## Teater

### Roller
| År   | Roll       | Produktion             | Regi             | Teater                   |
| ---- | ---------- | ---------------------- | ---------------- | ------------------------ |
| 1936 | Fanny Mell | Konserten Hermann Bahr | Rudolf Wendbladh | Helsingborgs stadsteater |